# Miriam Belchior
Miriam Aparecida Belchior Daniel (Santo André, São Paulo, 5 de febrero de 1958) es una funcionaria brasileña, exministra de Planificación, Presupuesto y Gestión, y expresidenta de la Caixa Econômica Federal.

## Biografía
Ingeniera de alimentos formada por la Universidad Provincial de Campinas (UNICAMP), con máster en Administración Pública y Gubernamental de la Escuela de Administración de Empresas de São Paulo (EAESP) de la Fundación Getúlio Vargas (FGV). Fue profesora, hasta 2008, y tiene asiento en el consejo de administración de Eletrobrás. Es viuda del exalcalde de Santo André, Celso Daniel, asesinado en 2002.

## Trayectoria
Secretaria de Administración y Modernización Administrativa del Ayuntamiento de Santo André de 1997 a 2000. Coordinó el Programa de Modernización Administrativa, seleccionado como una de las 100 mejores prácticas públicas del mundo por la Organización de las Naciones Unidas (ONU) en 2000. Secretaria de Inclusión Social y Vivienda del Ayuntamiento de Santo André, de 2001 a 2002. Coordinó el Programa Santo André Más Igual, seleccionado como una de las 10 mejores prácticas públicas del mundo por la ONU, en 2002.
Integró el Equipo de Transición del Gobierno Lula da Silva en 2002. Entró en el gobierno de Lula de Silva como asesora especial del Presidente de la República, ejerciendo el cargo de enero de 2003 a junio de 2004. Fue subjefa del área de seguimiento de la Casa Civil de la Presidencia de la República a partir junio de 2004, responsable de articular la acción de gobierno y el seguimiento de los proyectos estratégicos. En 2007 ocupó la secretaría ejecutiva del Programa de Aceleración del Crecimiento (PAC). A partir de abril de 2010, con la salida de la entonces ministra Dilma Rousseff del gobierno, se hizo Coordinadora General del PAC.
En 2010 fue tentada para acceder al cargo de ministra de la Casa Civil después de la renuncia de Erenice Guerra, envuelta en casos de corrupción. El 24 de noviembre de 2010 fue confirmada su candidatura para el cargo de ministra de Planificación, Presupuesto y Gestión, sucediendo en el mismo a Paulo Bernardo.
Entre sus medidas más destacadas, en 2011 el Gobierno federal acordó que velaría por la transparencia en el pliego de los concursos públicos. Sin embargo, para su ministerio en concreto los candidatos no sufrieron restricción.

## Caixa Econômica Federal
El 23 de febrero de 2015 asumió la presidencia de la Caixa Econômica Federal, sustituyendo a Jorge Fontes Hereda. Al asumir el mando de la Caja hubo rumores de que sería responsable de abrir el proceso de privatización de la institución, lo que fue negado por la propia presidenta Dilma Rousseff, manteniendo la Caja en la condición de mayor banco totalmente público de América Latina.
En 25 de mayo de 2016 fue exonerada de la presidencia de la Caixa Econômica Federal, tras la salida de la presidencia de la República de Dilma Rousseff, que fue sustituida por el vicepresidente Michel Temer, en virtud de un proceso de impeachment que alejó a Dilma Rousseff de la presidencia del país.